# Radio Hoorn

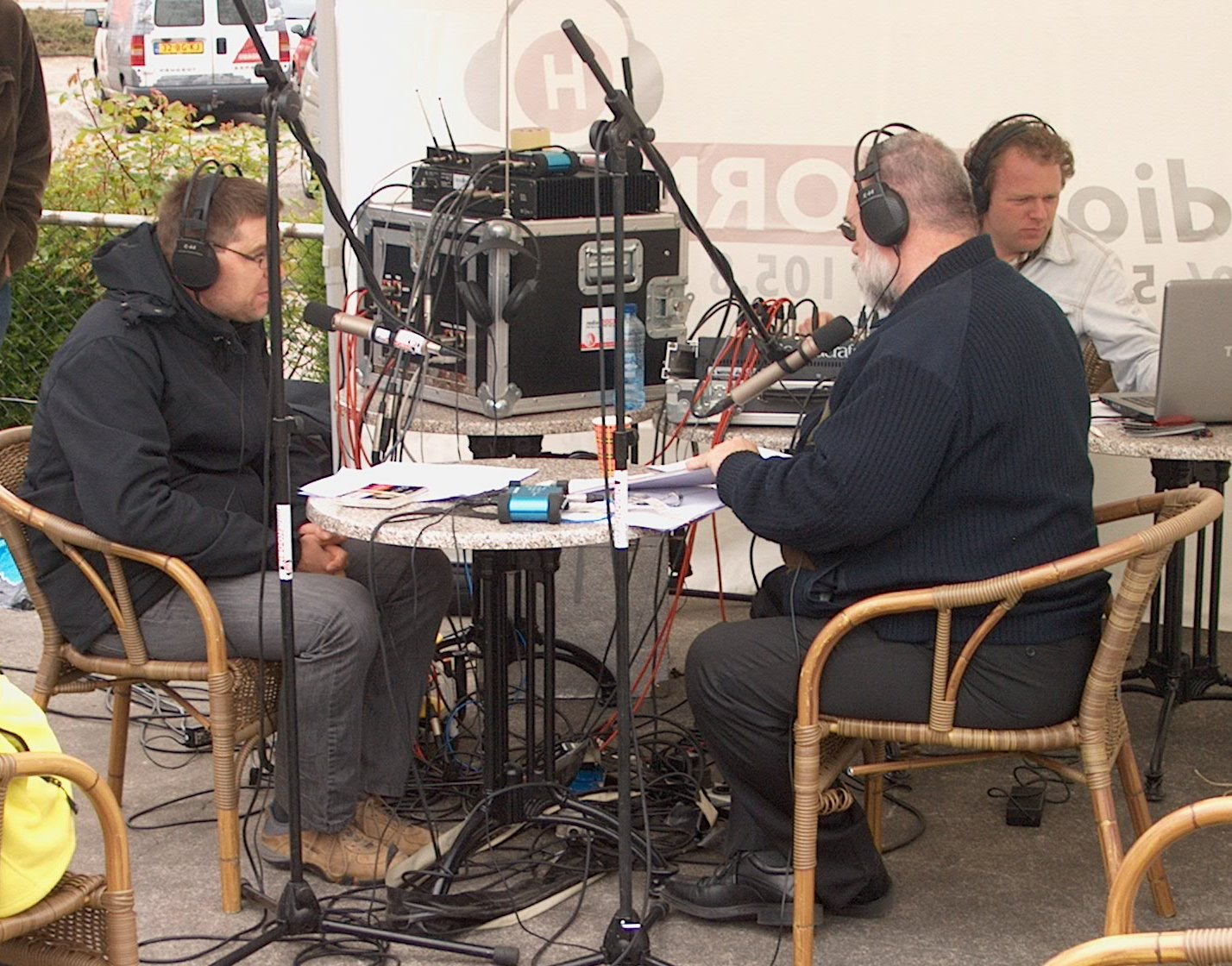
Een interview op locatie

Radio Hoorn was een lokale omroep in Hoorn. De eerste uitzending vond plaats op 8 maart 1986. Na een fusie met Radio Enkhuizen is de omroep opgegaan in de Stichting Streekomroep West-Friesland die zich profileert als Omroep WEEFF.
Radio Hoorn zond via de kabel uit op 96,9 MHz FM in stereo (later door een zenderherindeling gewijzigd in 96,5 MHz). Sinds 1988 waren de uitzendingen via de ether te ontvangen, op 105,8 MHz FM. In de eerste jaren stond deze zender op het stadhuis van Hoorn, maar is later verhuisd naar het veel hogere voormalige Liornehuis. Jarenlang bevond de studio zich in de Wisselstraat 6a, naast de bibliotheek. In 2002 werd er door de Gemeente Hoorn en het bestuur van Radio Hoorn besloten om te gaan verhuizen naar een nieuw onderkomen in de Grote Waal. Dat gebouw werd Grote Beer 5a, waar vroeger een Chinees restaurant gevestigd was.
De omroep is opgericht door Harry van Lunteren en Hans Stuijfbergen. Roger Tonnaer was de eerste voorzitter van de omroep. Peter Harries was bij de oprichting de assistent-programmaleider. 
De programmering van Radio Hoorn bestond voor het grootste deel van haar bestaan doordeweeks uit doelgroepenprogramma's. Het actualiteitenprogramma op zaterdagmiddag heeft verschillende namen gehad. (onder meer Nieuwsweek, Hoorn op Zaterdag, Hoorn Actueel en Weekend Magazine). Een groot deel van het toenmalige team is tegenwoordig betrokken bij het actualiteitenprogramma op Omroep Weeff onder de naam Thuis in West-Friesland. Ook het sportprogramma Sport Actueel is hier voortgezet. 
Populair was ook het programma Raad Een Straat waarin luisteraars moesten raden op welke Hoornse straat de aanwijzingen betrekking hadden die door de presentator werden gegeven. Omdat de telefoonlijn vaak de hele tijd bezet was gedurende het programma, besloot de omroep tot een tweede telefoonlijn waar alleen medewerkers gebruik van konden maken. Ook was er een samenwerking met de ziekenomroep ROVOZ.
In haar bestaan heeft Radio Hoorn gebruik gemaakt van enkele pay-offs zoals "Uw stad heeft een stem, stem af op uw stad" en "Radio voor iedereen".

## Awards
In 1997 heeft Radio Hoorn een Lokale Omroep Award gewonnen.